# Penstemon pseudoputus
Penstemon pseudoputus är en grobladsväxtart som först beskrevs av Crosswhite, och fick sitt nu gällande namn av Noel Herman Holmgren. Penstemon pseudoputus ingår i släktet penstemoner, och familjen grobladsväxter. Inga underarter finns listade i Catalogue of Life.